# Cartaja

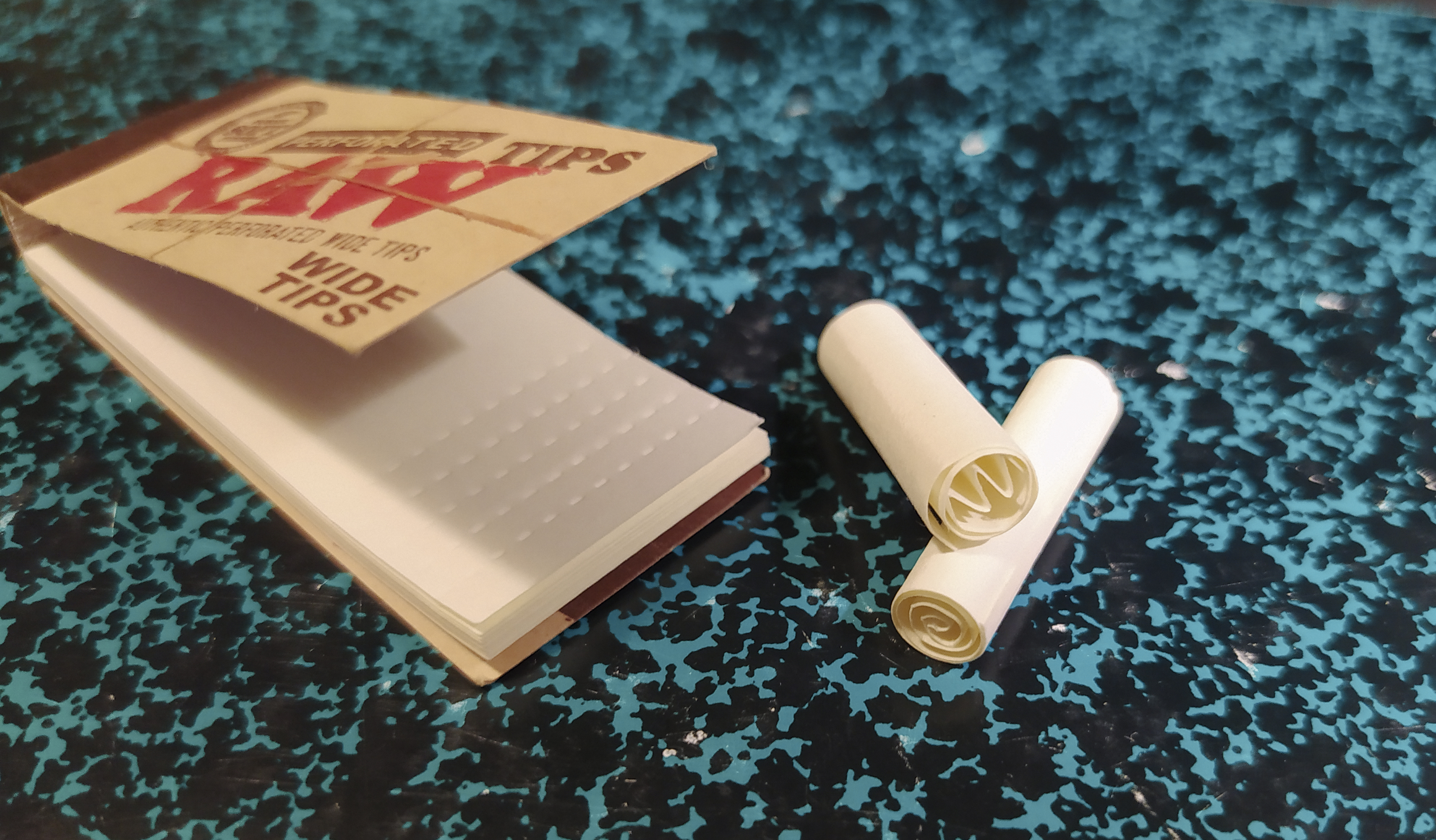
Dos cartajas, una enrollada en espiral y la otra en zig-zag, junto con un librillo troquelado.

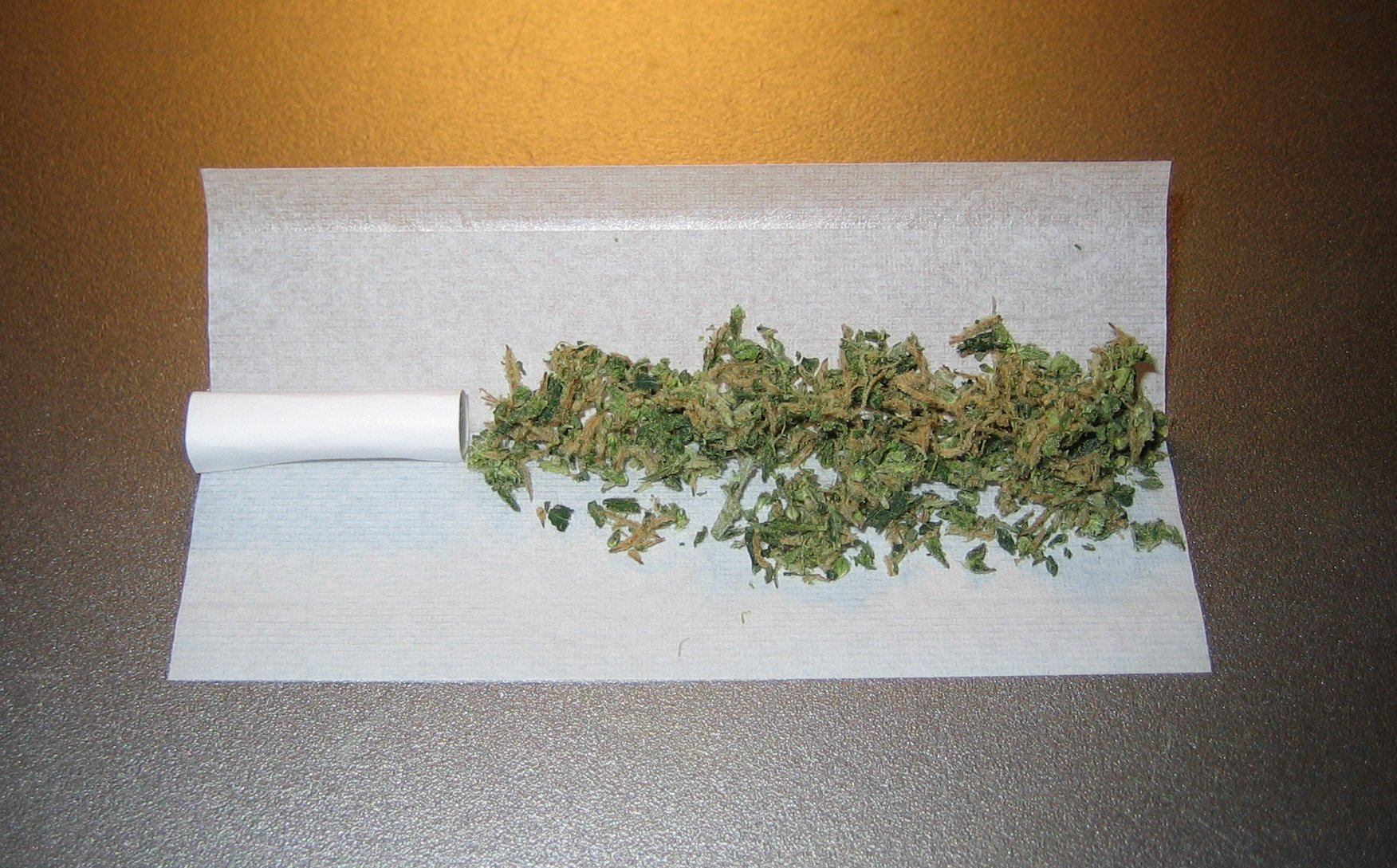
Un porro (cigarrillo de cannabis) con un filtro de cartón.

El filtro de cartón (nombre técnico), cartaja (coloquial) o toncar (juego de palabras), internacionalmente conocido en inglés como paper tip, es un pequeño trozo rectangular de cartón que se enrolla a modo de cilindro para usarse como boquilla en un cigarrillo de cannabis. Se coloca en el extremo del cigarro, entre la boca y la droga.
Los filtros de cartón se comercializan bajo este nombre en las grow shops, las tabacaleras y otros puntos de venta de artículos para el fumador. A pesar de sus riesgos para la salud, es el formato de filtro más usado para fumar cannabis.

## Características
Extendidos tienen un tamaño aproximado de 6 × 2.5 cm, y se enrollan sobre sí mismos para formar un cilindro. Es frecuente que el extremo interior se doblegue con forma de zig-zag (Z, M, W... etc.) o espiral para contener las pequeñas partículas de hierba dentro del cigarro y que no pasen a la boca del fumador. La mayoría filtros de cartón comerciales se venden troquelados (con diminutas perforaciones) que facilitan el zig-zag.

## Riesgos para la salud
A pesar de denominarse filtro, la cartaja realmente no filtra en absoluto el humo de la combustión. Sirve, más bien, como refuerzo para liar y sostener el cigarrillo, mantener su forma y no desperdiciar las últimas caladas.
En la práctica, el filtro de cartón no frena la inhalación de partículas tóxicas como el alquitrán del cannabis, producto de la combustión. Esto se suma al hecho de que las inhalaciones con un cigarro de cannabis son mucho más profundas y duraderas que las realizadas con un cigarro de tabaco, por lo que en se deposita una mayor cantidad de sustancias tóxicas en el pulmón. Su uso frecuente supone un riesgo para la salud del aparato respiratorio.